# Криве Коліно (присілок)
Криве Коліно (рос. Кривое Колено) — присілок у Маловішерському районі Новгородської області Російської Федерації.
Населення становить 8 осіб. Належить до муніципального утворення Бургинське сільське поселення.

## Історія
До 1927 року населений пункт перебував у складі Новгородської губернії. У 1927-1944 роках перебував у складі Ленінградської області.
Орган місцевого самоврядування від 2010 року — Бургинське сільське поселення.

## Населення
1. Н/Д[2]